# Promontório de Auriri
Promontório de Auriri é o cabo mais austral da Península de Maia, no septentrião da Região de Baía de Hawke da Ínsula septentrional oriental de Zelândia Nova. A Ínsula de Portland situa-se à 1,2 quilômetros ao austro do Promontório de Auriri.

## Zona de operação de foguetes
A sociedade comercial Rocket Lab estabeleceu seu Centro de Lançamento 1 (CL-1) próximo ao Promontório de Auriri para lançar seu foguete Electron. Experimentos para lançá-lo iniciaram-se no início de 2017. Nas operações regulares, ele será usado como um lançador comercial de satélites de magnitude pequena de 136 à 226 quilogramas, e de nanosatélites nominados CubeSats. O lançamento primo espacial orbital de Zelândia Nova ocorreu no CL-1 em 21 de janeiro de 2018.